# Augustus Summerfield Merrimon
Augustus Summerfield Merrimon, född 15 september 1830 i Buncombe County, North Carolina, död 14 november 1892 i Raleigh, North Carolina, var en amerikansk demokratisk politiker och jurist. Han representerade delstaten North Carolina i USA:s senat 1873–1879.
Merrimon studerade juridik och inledde 1852 sin karriär som advokat i Asheville. Han tjänstgjorde sedan som åklagare. Han deltog i amerikanska inbördeskriget som kapten i Amerikas konfedererade staters armé. Han tjänstgjorde som domare 1866–1867. Merrimon flyttade 1867 till Raleigh. Han efterträdde 1873 John Pool som senator för North Carolina. Han efterträddes 1879 av Zebulon B. Vance. Merrimon tillträdde 1883 en domarbefattning i North Carolinas högsta domstol. Han var domstolens chefsdomare från 1889 fram till sin död. Han gravsattes på Oakwood Cemetery i Raleigh.